# Жолоб, Степан Михайлович
Степан Михайлович Жолоб (1917 — 1964) — подполковник Советской Армии, участник советско-финской и Великой Отечественной войн, Герой Советского Союза (1940).

## Биография
Родился 1 (по новому стилю — 14) апреля 1917 года в селе Развильное (ныне — Песчанокопский район Ростовской области). Получил неполное среднее образование, после чего работал в колхозе. В 1938 году был призван на службу в Красную Армию. Окончил курсы политруков. Участвовал в советско-финской войне, будучи политруком роты 679-го стрелкового полка 113-й стрелковой дивизии 7-й армии Северо-Западного фронта.
4 марта 1940 года во время боя за остров Туркинсаари (ныне — Овчинный в Выборгском заливе) принял на себя командование взводом, сумел пробиться к пристани, но попал в окружение. Организовав круговую оборону, со своим взводом держался в течение четырёх дней, после чего ему удалось выйти из окружения.
Указом Президиума Верховного Совета СССР от 11 апреля 1940 года за «образцовое выполнение боевых заданий командования на фронте борьбы с финской белогвардейщиной и проявленные при этом отвагу и геройство» младший политрук Степан Жолоб был удостоен звания Героя Советского Союза с вручением ордена Ленина и медали «Золотая Звезда» за номером 408.
В 1940 году зачислен курсантом в Военно-политическое училище Белорусского особого военного округа в Минске.
Участвовал в Великой Отечественной войне. Окончил курсы при Военно-политической академии. В 1956 году в звании подполковника был уволен в запас. Умер 6 мая 1964 года, похоронен на Старом кладбище города Анапа Краснодарского края.
Был также награждён орденами Отечественной войны 2-й степени и Красной Звезды, рядом медалей.
В честь Жолоба названа улица в селе Супсех Анапского района.